# Petropavlivka, Petropavlivka
Petropavlivka (în ucraineană Петропавлівка) este așezarea de tip urban de reședință a raionului Petropavlivka din regiunea Dnipropetrovsk, Ucraina. În afara localității principale, nu cuprinde și alte sate.

## Demografie
Componența lingvistică a așezării de tip urban Petropavlivka
     Ucraineană (94,06%)
     Rusă (5,47%)
     Alte limbi (0,09%)
Conform recensământului din 2001, majoritatea populației așezării de tip urban Petropavlivka era vorbitoare de ucraineană (94,06%), existând în minoritate și vorbitori de rusă (5,47%).